# Aghori

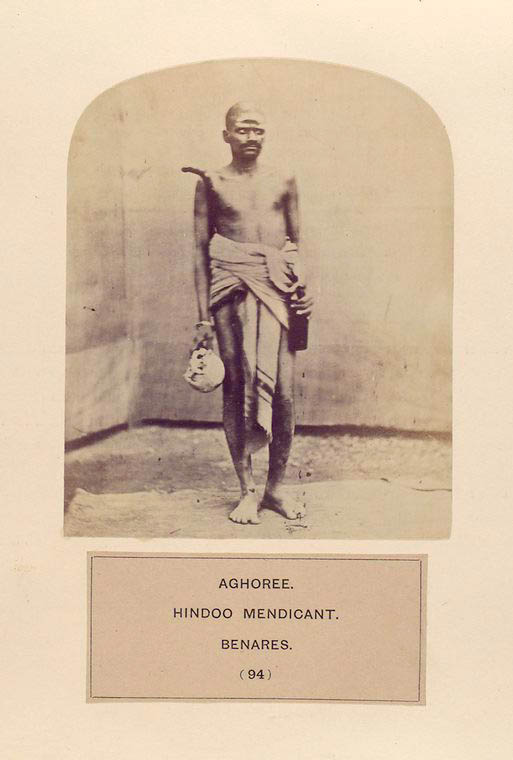
Mendiant Aghori, fin du 19^{e} siècle.

Du sanskrit "A-ghora", "Ce qui n’est pas terrible", "sans peur", "absence de difficultés", le terme Aghori désigne les adeptes d’un courant de l’hindouisme dont les origines demeurent peu connues. Apparentés au Shivaïsme tantrique, les aghoris ont la réputation en Inde d’utiliser des pratiques subversives, telles la consommation d’alcool et de drogues ainsi que la méditation sur des lieux considérés comme impurs par la société hindoue comme les crématoires (Smashan) ; autant de moyens d’accéder à la libération de l’esprit et à l’émancipation finale des cycles de réincarnation (Moksha). Quoique pouvant consommer des charognes humaines, ils se déclarent végétariens.
On peut distinguer comme principaux foyers des aghoris, Varanasi dans l’Uttar Pradesh (Bénarès), Girnar dans le Gujarat, Tara Peeth au Bengale, Kamakhya en Assam, et Pashupatinath au Népal (Katmandou).

## Origine
On trouve pour la première fois l’utilisation du terme Aghora dans l’Atharva Veda. Il fait opposition à Ghora, qui désigne la difficulté, ce qui fait obstacle à la félicité (Ananda), ce qui induit l’ignorance (Avidya). La divinité (Prajapati) prend la forme à la fois du chemin (Aghora) et de l’obstacle (Ghora). Aghora désigne donc une « voie » possible pour l’homme, menant à la divinité. Par extension, on désigne ainsi les aghoris comme adeptes de la voie "sans obstacles".».
Le Shiva Purana, ainsi que le Linga Purana décrivent "Aghora" comme l’un des cinq aspects de Shiva. Cet aspect se révèle dans la couleur noire, symbole d’extinction, et constitue la face Sud du Lingam (Dakshinamurti). Certains aghoris, notamment provenant des cultes tantriques du Bengale, revêtent ainsi la robe noire, en s’identifiant à cette forme de la divinité.
La plupart des spécialistes du tantrisme s’accordent à dire que le mouvement Aghora provient des Kapalika, "les porteurs de crâne", une secte tantrique originaire du Cachemire, dont les adeptes, des sâdhus revêtus de noir, effectuent leurs rites, se nourrissent et mendient à l’aide d’un bol fait de la partie supérieure du crâne humain (Kapal). On retrouve également des références à l’utilisation de crânes humains dans le bouddhisme vajrayana et de nombreux chamanismes en général.

## Les lignées aghoris
Les aghoris forment une lignée de transmission de maître à disciple. Le premier maître des aghoris est désigné comme étant Guru Dattatreya, un demi-dieu à l’origine de nombreuses lignées d’ascètes en Inde (sâdhus), dont la philosophie était portée sur la Connaissance de Dieu (Brahman). On distingue deux lignées majeures de transmission dans la voie "Aghor".

### Kinarami Parampara
La lignée Kinarami (Kinarami Parampara) a été "organisée" par Kina Ram Baba (1658-1771?) à Bénarès au XVIIIe siècle. Né "éveillé" à la Réalité Suprême (Avadhut), il reçut la transmission Aghora de Bhagvan Dattatreya lui-même à deux reprises. A Girnar dans le Gujurat, où Dattatreya lui offre à manger sa propre chair. Et sur les rives du Gange, dans un crématoire de Bénarès, où Dattatreya le "teste" en prenant les traits d’un vieux sâdhu (Kalu Ram). La légende raconte que le Kinaram faisait pousser des lotus dans les champs crématoires, était capable de ressusciter les morts, et que le Gange lui-même sortait de son lit afin de lui toucher les pieds en signe de respect lorsqu’il se promenait sur ses rives.
Le Kina Ram Baba, reniant le système des castes, était critique à l’égard de l’ensemble de la société brahmanique tout autant que des autorités politiques musulmanes de l’époque. Il conseillait à des villageois de se nourrir de viande. Un entretien qu’il eut avec Aurangzeb permit à des sâdhus, enfermés en raison de leur appartenance hindoue, d’être libérés de prison. Il s’installa à Krim Kund, un bassin miraculeux dédié à la déesse Kâlî, à Bénarès. Ses disciples organisèrent ainsi le premier ashram aghor, lieu de pratiques ascétiques (tapasya), fréquenté par les nombreux intouchables de la cité (dont la caste des ouvriers des bûchers funéraires ou dhaum), ainsi que par une majorité de Kshatriya Râjput (caste supérieure des guerriers). Le foyer sacré (akhand dhuni) est entretenu par des braises du crématoire de Harischandra ghât sans interruption depuis cette époque.
À sa mort, le Kina Ram promit à ses disciples de demeurer perpétuellement parmi eux sous la forme de ce feu sacré. La déesse Hinglaj, déesse de la Fortune, réputée soigner les empoisonnements, demeure présente à Krim Kund, auprès du Kina Ram sous la forme d’un yantra. Le Kina Ram transmit la tête de l’ashram à son disciple Bija Ram, et inaugura ainsi une lignée d’Aghoracharin (Maîtres en Aghora) encore vivante aujourd'hui.
Une réforme importante dans la lignée a été instituée dans les années 1950 par Baba Aghoreshwar Bhagvan Ramji (1937-1992), concernant les orientations de la tradition ainsi que ses pratiques. Il ouvrit les portes de la tradition aux laïcs, établit des ashrams partout en Inde et à l’étranger (USA, Italie) et instaura une organisation humanitaire (Shri Sarveshwari Samooh). L’actuel "mahant" de Krim Kund est Siddharta Gautam Ram. Le mahant de Shri Sarveshwari Samooh est Baba Gurupad Sambhava Ram.

### Aghor Nath Sampradaya
La lignée Nath (Nath Siddha Sampraday) provient de Gorakshnath, un saint hindou, disciple du mythique Matsyendra Nath, fondateur supposé du Hatha Yoga. Son histoire relève également de la légende. Il aurait voyagé en tant que sâdhu dans tout le sous-continent indien entre le XIe et le XIIe siècle. De l’actuel Pakistan au Sri Lanka, il aurait soigné des princes, enseigné des techniques secrètes de yoga et de pranayama. On lui attribue de nombreuses connaissances ésotériques ainsi que la paternité de représentations tantriques telles les chakras, ou centres subtils du corps humain. La lignée Nath est encore vivante en Inde aujourd’hui, son siège principal est à Gorakpur (Uttar-Pradesh), ville qui porte le nom de ce saint. On mentionne dans les connaissances secrètes transmises par les Naths des pratiques ayant rapport avec l’Aghora, impliquant le symbolisme des crématoires, de la mort et de la résurrection, des divinités courroucées (Kali, Kalbhairava) et la consommation de poisons et toxiques. Les aghoris de l'école Nath sont adeptes du shaktisme.
Le Dr. Ramnath Aghori, maître spirituel du roi Virendra au Népal, était aghori, et à l'origine de nombreuses lignées actuelles. Son actuel successeur est Tyagi Nath à Pashupatinath (Népal).

### Kaula, Vaishnav et lignées indépendantes
On peut également distinguer des lignées de transmission indépendantes, dont l’origine se perd dans la nuit des temps. La transmission se réalise de maîtres à disciples par des sadhanas et pratiques expiatoires. Le maître éveille la Shakti du disciple appelée Kundalini et le conduit ainsi à des réalisations spirituelles. L'aghora se transmet dans la voie tantrique, quelle que soit la forme religieuse, en tant qu'initiation avancée et se réfère à la "voie de la main gauche", vama marga. On retrouve des références à la vama marga aussi bien dans l'école Kaula que dans le bouddhisme tantrique tibétain. Les rituels pratiqués par ces écoles mettent en scène des offrandes interdites comme la viande et l’alcool et des partenaires sexuelles féminines (Bhairavi), pratiques considérées comme appropriées à l’âge sombre que connait l’humanité, le Kali-Yuga. Ces offrandes sont parfois considérées comme des symboles désignant le don de soi à la divinité adorée et sont comprises comme des expériences intérieures. On distingue dans ces lignées indépendantes des « fous de Dieu », dont le comportement choquant, permet aux esprits fermés de s’ouvrir à l’ambigüité et au paradoxe, et de comprendre ainsi la nature de la réalité, tel Baba Bam Dev de Tara Peeth. Les femmes jouent un rôle important dans ces traditions et sont considérées comme égales aux hommes. Les mystères de l'Aghora, de la folie sacrée, du sacrifice mystique, ne se limitent pas au contexte de l'hindouisme et du bouddhisme tantrique, mais concernent toutes les religions, en tant qu'ils désignent un niveau d'expérience mystique. On parle par exemple dans le soufisme des "qalandaris" et dans le christianisme orthodoxe des "fols-en-Christ".
Au sein du contexte culturel hindou, on rencontre également des aghoris vaishnava, c'est-à-dire dont le culte est centré sur Vishnu, sous la forme de Narasimha, l'avatar mi-homme mi-lion du dieu, dont l’image est terrifiante. Swami Nagnath Yogeshwar, actuel mahant du temple dédié à Baba Mahasmashanath (Shiva en tant que Seigneur du crématoire) à Manikarnika Ghât (Bénarès), militant pour la cause du Gange, affirme que Vishnu est aghori en tant que Narasimha, et Varaha, avatar de la forme du sanglier, qui fouille les entrailles de la terre à la recherche de la racine du lingam.

## Connaissances et pratiques des aghoris
Les aghoris ne sont ni shaiva, ni Shakta, ni vaishnav, ni même hindous[réf. nécessaire], ils sont d’après Aghoreshwar Bhagvan Ram, au-delà et en amont des traditions connues. En effet, "Aghor" est avant tout un état de conscience éveillée. Il est synonyme d’union mystique avec la divinité et se manifeste par une simplicité dans la conduite de la vie quotidienne et une compassion à l’égard de tous les êtres vivants : "Aghor désigne l’état naturel et la simplicité de la conscience. Il n’y a pas de place pour les sentiments de peur, de haine, de dégoût ou de discrimination aux yeux d’un aghori". Sa qualité principale est l’équanimité. Le saint aghori (Avadhut, Aughar, Aghoreshwar) porte un regard sur l’univers détaché des dualités, il ne différencie pas en essence le pur de l’impur. Les pratiques aghoris visent à parvenir à cette connaissance naturelle de l’équanimité notamment par la confrontation à l’impureté.  L’accent est porté sur la connaissance de l’énergie universelle, Shakti, méditée et comprise à travers les trois formes traditionnelles de la déesse (Sarveshwari) : Mahakali représentant la destruction, Mahalakshmi, la préservation, et Mahasarvaswati, la création.
Les aghoris insistent particulièrement, comme les tantrikas, sur l’importance du Guru, du maître spirituel : "Personne ne traverse l’océan de la vie vers la libération sans un maître". C’est ce dernier qui transmet la méthode nécessaire (Sadhana), afin que le disciple puisse comprendre et parcourir "la voie sans peur". L’initiation (Diksha) consiste principalement en la transmission d’un mantra sacré (Aghor Mantra), dont la répétition (Japa) permet au disciple d’avancer dans sa compréhension de la Voie et d’obtenir des connaissances spirituelles. La dévotion ou Bhakti et la droiture du disciple occupe une place prépondérante dans ces pratiques. Différentes fêtes hindoues, dont Guru Purnima (pleine lune dédiée au Guru) et Navaratri (festival de la déesse), ont une grande importance pour les aghoris et sont vécues d'une manière ésotérique.
À l’origine, les pratiques aghoris étaient effectuées principalement dans le Smashan, la plate forme crématoire hindou. Ce lieu de désolation, de mort, considéré comme impur, est en réalité le lieu de passage nécessaire menant à la libération. C’est par le feu des bûchers funéraires (agni) que le défunt purifie son âme afin d’obtenir la délivrance. Ainsi, le Smashan est considéré par les aghoris comme un lieu propice à la pratique rituelle et à la mortification (tapasya), en vue d’obtenir une libération de son vivant. Le crématoire représente l’austérité de la vie ascétique et le détachement du monde matériel. Le Smashan est peuplé dans la mythologie hindoue, de nombreuses créatures immatérielles (fantômes, ogresses, sorcières, vampires) qui tentent de déstabiliser l’ascète. Par son courage et sa détermination (vira), il peut traverser les voiles de l’illusion (Maya) afin d’obtenir une vision permanente de la réalité.
Le Smashan est également le lieu de résidence de Kali, la déesse sous sa forme terrible, ou encore Tara au Bengale. Shiva, Kalbhairava, ou encore Mahakala, autant de formes destructrices, sont également liés à ces lieux considérés certes comme impurs, mais sacrés. Les aghoris rendent un culte à ces divinités à l’apparence terrible et espèrent pour certains d’entre eux obtenir des pouvoirs (siddhi) par leurs austérités. Une légende raconte que Shiva sous la forme de Kalbhairava coupa l’une des cinq têtes de Brahma, en raison des pensées incestueuses de ce dernier à l'égard de sa femme et fille (car née de son esprit), Sarasvati. Shiva se rendit ainsi coupable de brahmicide (meurtre d'un brahmane) et dut expier ses fautes en menant une vie d’ascète pendant douze ans. Il conservait la tête de Brahma avec lui, jusqu’à ce qu’il la laisse tomber au bout de son cycle de pénitence dans la ville de Kashi (Bénarès). Il obtint ainsi la libération. C’est en mémoire de cette légende que les kapalikas, apparentés aux aghoris, conservent tout le long de leur vie un crâne humain (kapal). Ce mythe représente l'expérience mystique de l'aghori.
Une pratique supposée des aghoris consiste en une méditation assise sur un cadavre (Shav Sadhana). Le cadavre (Shava) par la puissance de l’ascète (Shakti), émanée de la déesse, devient Shiva. Jeu de mots bien connu des tantrikas qui y voient une méthode de résurrection des morts. Selon la lignée kinarami, cette pratique est avant tout symbolique, et s’apparente à des techniques d’investigation du Védanta(Connaissance de Soi). De même, le crâne demeure le siège de la pensée, et donc de l’illusion, puisque c’est la confusion mentale qui entraine l’ignorance. Ainsi purifié, le sâdakh (aspirant à la connaissance), parvient à la clarté de l’esprit. On retrouve déjà toutes ces notions dans l’enseignement supposé de Bhagvan Dattatreya.
Les aghoris possèdent également une forme de médecine spirituelle, qui consiste en une absorption symbolique de la maladie, et une en transmutation de celle-ci en santé, par le pouvoir du feu. Ils se considèrent comme des spécialistes de la psychologie traditionnelle : Bhuta Vidya. Ils prétendent pouvoir communiquer et chasser les mauvais esprits, responsables des troubles psychologiques de leurs "patients". Ils s'auto-attribuent également des pouvoirs de transmutation alchimique (Rasa Shastra).
Une réforme importante dans les pratiques aghoris de l'école du Kina Ram a été instaurée par Aghoreshwar Bhagvan Ram, considéré par certains aghoris comme la réincarnation de Kina Ram Baba, et au-delà même, comme une incarnation de Shiva. Constatant les ravages de la drogue et de l’alcool dans les crématoires et la misère des basses castes, il interdit l’utilisation de stupéfiants à ses disciples et affirma que le crématoire du monde moderne, résidait dans les lieux abandonnés de la société. Aider les plus pauvres, les intouchables, les oubliés du système, soigner les " impurs" (les lépreux sont considérés comme maudits par les hindoues[réf. nécessaire] [Lesquels ?]) devait constituer les pratiques majeures des aghoris modernes. Il fonda notamment un hôpital pour lépreux ainsi qu’une série d’ashrams en Inde. Il se rendit également à l’étranger (USA, Italie, etc) afin d’attirer l’attention sur la misère dans le monde, et l’importance de la spiritualité dans la vie de chaque homme. Les aghoris, déjà au temps du Kina Ram ont toujours insisté sur la dimension politique et révolutionnaire de leur démarche spirituelle.

## Rumeurs, méprises et clichés médiatiques
Les Aghoris ont toujours eu mauvaise presse dans la société traditionnelle et conservatrice hindoue. Ils sont encore accusés de pratiquer des sacrifices humains, de consommer de la chair humaine, et de lancer de mauvais sorts. Cette méprise générale quant à la nature de la voie Aghor a été renforcée par la fascination des occidentaux au sujet des pratiques subversives tantriques. Les besoins du marketing spirituel à sensation ont permis un fleurissement de films, de reportages, de pseudo-témoignages et d’écrits relatifs aux pratiques supposées des aghoris, souvent imitées par des acteurs ou des sadhus peu scrupuleux. Ces pratiques sont dénoncées par l’ensemble de la communauté kinarami et particulièrement par Baba Bhagvan Ram : "les Aughars ne sont pas tantriques. Ils ne croient pas au tantra, ni n’ont foi en des dieux et des déesses absurdes, ils croient en eux-mêmes, pas en quelque chose d’extérieur. C’est pourquoi les pratiquants des systèmes varna considèrent les Aughars avec des yeux cruels, encore aujourd’hui, et répandent de fausses rumeurs à leur sujet".
Dans l'émission humoristique américaine Wildboyz, les cascadeurs vont à la rencontre d'Aghoris qui mangent de la chair humaine.

## Citations d'Aghoreshwar Baba Bhagvan Ramji
«  C'est la Vérité que je connais
C'est la Vérité que je connais,
tu es en dehors des richesses et du prestige,
tu es en dehors des richesses et du prestige,
Aghoreshwar - Aghoreshwar.
C'est la Vérité que je connais,
c'est la Vérité que je connais,
tu es si humble,
tu es si simple,
Aghoreshwar - Aghoreshwar.
C'est la Vérité que je connais,
c'est la Vérité que je connais,
celui qui désire les richesses,
celui qui désire les éloges,
s'insulte lui-même sur cette terre,
c'est la Vérité que je connais,
c'est la Vérité que je connais.  »
— Aghoreshwar Baba Bhagvan Ramji
«  Je, Aghoreshwar, me meus librement partout, en tout temps. Je, Aghoreshwar, suis présent dans les rayons du soleil, dans les rayons de la lune, dans les molécules de l’air, dans chaque goutte d’eau. Je, Aghoreshwar, suis présent dans tous les êtres de la terre, dans les arbres, les vignes, les fleurs, dans la végétation. Je, aghoreshwar, suis présent dans chaque atome de l’espace, entre la terre et le ciel. Je suis dans la lumière et aussi dans les ténèbres. J’ai une forme, et Je suis sans formes. Je suis dans la joie et aussi dans la peine. Je suis dans l’espoir et aussi dans le désespoir. J’erre dans le passé, le présent et le futur au même moment. Je suis connaissable et aussi inconnaissable. Je suis libre et également enchainé. Vous Me trouverez dans n’importe laquelle des formes ou vous Me chercherez, avec dévotion, et comme votre allié.  Vrai, vrai, vrai.  »
— Aghoreshwar Baba Bhagvan Ramji

## Les Aghori et la science
Les Aghori ont suscité un intérêt scientifique particulier (anthropologique et sanitaire) en raison du fait que ceux qui pratiquent les rites les plus traditionnels sont exposés à des risques sanitaires a priori nettement plus élevé que la moyenne de la population, notamment en vivant autour des bûcher d'incinération qui sont source de pollution et en raison de leurs contacts avec les cadavres et lieux où ont été déposés de nombreux cadavres.